# Viola fragrans
Viola fragrans är en violväxtart som beskrevs av Franz e Wilhelm Sieber. Viola fragrans ingår i släktet violer, och familjen violväxter. Inga underarter finns listade i Catalogue of Life.